# Les Ollières
Les Ollières era una comuna francesa situada en el departamento de Alta Saboya, en la región de Auvernia-Ródano-Alpes, que el 1 de enero de 2017 pasó a ser una comuna delegada de la comuna nueva de Fillière al fusionarse con las comunas de Aviernoz, Évires, Saint-Martin-Bellevue y Thorens-Glières.

## Demografía
| Gráfica de evolución demográfica de Les Ollières entre 1800 y 2014 |
|                                                                    |

Los datos demográficos contemplados en este gráfico de la comuna de Les Ollières se han cogido de 1800 a 1999 de la página francesa EHESS/Cassini, y los demás datos de la página del INSEE.